# Cyrkuł stryjski
Cyrkuł stryjski (niem. Stryier Kreis) – jednostka administracyjna Cesarstwa Austrii w Królestwie Galicji i Lodomerii w latach 1793–1850 i 1854–1865 na ziemiach polskich zagarniętych przez Austrię podczas I rozbioru.

## Historia
Cyrkuł stryjski z siedzibą w Stryju utworzono w 1793 roku w oparciu o dotychczasowy zniesiony cyrkuł doliński. Było to kontynuacją polityki przyjętej już w listopadzie 1783 roku, dotyczącej lokalizacji siedzib urzędów cyrkularnych zgodnie z nową praktyką urzędowania oraz korzystniejszym usytuowaniem pod względem administracyjnym. W 1811 z roku cyrkułu stryjskiego do cyrkułu stanisławowskiego przeniesiono miasto Halicz i przyległe tereny. Znacznie później (około 1833) cyrkuł stryjski powiększono o rejon Mikołajowa i Rozdołu kosztem cyrkułu brzeżańskiego.

### Zniesienie cyrkułów w 1850 roku
Po wydarzeniach rewolucyjnych w latach 1848–1849, które wstrząsnęły Cesarstwem Austriackim, w 1850 roku przeprowadzono istotną reformę administracyjną mającą na celu usprawnienie zarządzania na obszarze Galicji i Lodomerii. W jej ramach cyrkuł czerniowiecki, dotychczas będący częścią Galicji, został wyodrębniony jako osobny kraj koronny. Pozostałe 19 cyrkułów zostało zniesionych i zastąpionych przez trzy okręgi rządowe: Kraków, Lwów i Stanisławów, które podzielono na 63 powiaty (niem. Bezirkshauptmannschaften). Powiaty z kolei były tworzone na podstawie nowych okręgów sądowych, od dwóch do czterech na powiat. Oznaczało to zarazem zniesienie cyrkułu stryjskiego, którego obszar podzielono między cztery Bezirkshauptmannschaften:
- w składzie okręgu rządowego Lwów:
  - Chodorów – z okręgów sądowych: Chodorów, Bóbrka[7] i Mikołajów,
  - Stryj – z okręgów sądowych: Stryj, Żydaczów, Skole i Synowódzko Wyżne,
- w składzie okręgu rządowego Stanisławów:
  - Dolina – z okręgów sądowych: Dolina, Bolechów i Rożniatów,
  - Kałusz – z okręgów sądowych: Kałusz, Wojniłów i Żurawno.

### Reaktywacja cyrkułów (1854–1865)
Cyrkuł stryjski reaktywowano na mocy rozporządzenia z 24 kwietnia 1854, który przywrócił podział na cyrkuły w granicach sprzed reformy 1849, a które ugrupowano w dwa obszary administracyjne (niem. Verwaltungsgebiete) – Kraków i Lwów. Cyrkuł stryjski wszedł w skład obszaru lwowskiego.
Równocześnie, w reformy uwłaszczeniowej z okresu Wiosny Ludów (1848–1849), która likwidowała jurysdykcję właściciela ziemskiego nad poddanymi, dominium galicjskie – jako podstawowa jednostka administracyjna i filar systemu feudalnego straciło rację bytu. Konieczne stało się zatem wprowadzenie nowego systemu administracyjnego, którego zręby powstały w latach 1851–1855. Utworzono wtedy 179 małych powiatów (niem. Bezirke) i ponad 6000 gmin (niem. Gemeinde). Cyrkuł stryjski podzielono na dziewięć małych Bezirków, podzielonych na 305 gmin:
| Bezirk    | Powierzchnia | Powierzchnia | Ludność | Ludność | Liczba gmin |
| Bezirk    | Mil²         | Km²          | Ogółem  | Os./km² | Liczba gmin |
| --------- | ------------ | ------------ | ------- | ------- | ----------- |
| Bolechów  | 8,8          | 506,45       | 22.692  | 44,82   | 31          |
| Dolina    | 20,9         | 1202,40      | 23.326  | 19,39   | 30          |
| Kałusz    | 12,2         | 702,11       | 38.801  | 55,29   | 35          |
| Mikołajów | 7,8          | 449,09       | 26.979  | 60,05   | 31          |
| Rożniatów | 9,9          | 569,84       | 19.062  | 33,45   | 19          |
| Skole     | 14,8         | 851,74       | 28.322  | 33,26   | 45          |
| Stryj     | 9,1          | 523,21       | 31.354  | 59,95   | 41          |
| Wojniłów  | 7,1          | 408,61       | 21.698  | 53,09   | 34          |
| Żurawno   | 9,9          | 569,84       | 27.192  | 47,74   | 39          |
| RAZEM     | 100,3        | 5713,29      | 239.420 | 41,92   | 305         |
| ŚREDNIA   | 11,14        | 634,81       | 26.602  | 44,88   | 33,89       |

Cyrkuł stryjski przetrwał do 1865 roku. Po nadaniu Galicji autonomii oraz powołaniu samorządu gminnego i powiatowego w 1865 zlikwidowano cyrkuły (Kreise), a dotychczasowe małe powiaty (Bezirke) w liczbie 179, zostały w ramach kolejnej reformy administracyjnej (23 stycznia 1867) zastąpiono przez 74 większych powiatów.